# Kaphooiwagens
Kaphooiwagens (Trogulidae) zijn een familie uit de orde der hooiwagens (Opiliones). De familie telt 65 (o 66) soorten, verdeeld over 5 geslachten.

## Beschrijving
Kaphooiwagens zijn tussen 2 en 22 millimeters lang en hebben vrij korte benen.

## Soorten
- Anarthrotarsus Silhavý, 1967
  - Anarthrotarsus martensi Silhavý, 1967
  - Anarthrotarsus trichasi Kontos & Martens, 2022

- Anelasmocephalus Simon, 1879
  - Anelasmocephalus balearicus Martens & Chemini, 1988
  - Anelasmocephalus brignolii Martens & Chemini, 1988
  - Anelasmocephalus calcaneatus Martens & Chemini, 1988
  - Anelasmocephalus cambridgei (Westwood, 1874)
  - Anelasmocephalus cazorla Prieto & Las Heras, 2020
  - Anelasmocephalus crassipes (H. Lucas, 1846)
  - Anelasmocephalus gadirrif Prieto & Las Heras, 2020
  - Anelasmocephalus hadzii Martens, 1978
  - Anelasmocephalus lycosinus (Sørensen, 1873)
  - Anelasmocephalus ortunioi Prieto & Las Heras, 2020
  - Anelasmocephalus osellai Martens & Chemini, 1988
  - Anelasmocephalus pusillus Simon, 1879
  - Anelasmocephalus pyrenaicus Martens, 1978
  - Anelasmocephalus rufitarsis Simon, 1879
  - Anelasmocephalus tenuiglandis Martens & Chemini, 1988
  - Anelasmocephalus tuscus Martens & Chemini, 1988

- Calathocratus Simon, 1879
  - Calathocratus africanus (H. Lucas, 1846)
  - Calathocratus beieri Gruber, 1968
  - Calathocratus caucasicus (Šilhavý, 1966)
  - Calathocratus hirsutus Snegovaya, 2011
  - Calathocratus intermedius Roewer, 1940
  - Calathocratus kyrghyzicus (Tchemeris, 2013)
  - Calathocratus minutus Snegovaya, 2011
  - Calathocratus rhodiensis (Gruber, 1963)
  - Calathocratus singularis (Roewer, 1940)
  - Calathocratus sinuosus (Sørensen, 1873)

- Konfiniotis Roewer, 1940
  - Konfiniotis creticus Roewer, 1940

- Trogulus Latreille, 1802
  - Trogulus aquaticus Simon, 1879
  - Trogulus balearicus Schönhofer & Martens, 2008
  - Trogulus banaticus Avram, 1971
  - Trogulus cisalpinus Chemini & Martens, 1988
  - Trogulus closanicus Avram, 1971
  - Trogulus coreiformis C. L. Koch, in Hahn & Koch, 1839) [Nomen dubium per Schönhofer 2013]
  - Trogulus coriziformis C. L. Koch, in Hahn & Koch, 1839
  - Trogulus cristatus Simon, 1879
  - Trogulus falcipenis Komposch, 1999
  - Trogulus graecus Dahl, 1903
  - Trogulus gypseus Simon, 1879
  - Trogulus hirtus Dahl, 1903
  - Trogulus huberi Schönhofer & Martens, 2008
  - Trogulus karamanorum Schönhofer & Martens, 2009
  - Trogulus lusitanicus Giltay, 1932
  - Trogulus lygaeiformis C. L. Koch, in Hahn & Koch, 1839
  - Trogulus martensi Chemini, 1983
  - Trogulus megaligrava Schönhofer et al., 2013
  - Trogulus melitensis Schönhofer & Martens, 2009
  - Trogulus nepaeformis (Scopoli, 1763)
  - Trogulus oltenicus Avram, 1971
  - Trogulus ozimeci Schönhofer et al., 2013
  - Trogulus pharensis Schönhofer & Martens, 2009
  - Trogulus prietoi Schönhofer & Martens, 2008
  - Trogulus pulverulentus C. L. Koch, 1856 [Nomen dubium per Schönhofer 2013]
  - Trogulus pyrenaicus Schönhofer & Martens, 2008
  - Trogulus rossicus Šilhavý, 1968
  - Trogulus setosissimus Roewer, 1940
  - Trogulus squamatus C. L. Koch, in Hahn & Koch, 1839
  - Trogulus templetonii Westwood, 1833 [Nomen dubium per Schönhofer 2013]
  - Trogulus tenuitarsus Schönhofer et al., 2013
  - Trogulus thaleri Schönhofer & Martens, 2009
  - Trogulus tingiformis C. L. Koch, in Hahn & Koch, 1839
  - Trogulus torosus Simon, 1885
  - Trogulus tricarinatus (Linnaeus, 1767)
  - Trogulus uncinatus Gruber, 1973

- - †Trogulus longipes Haupt, 1956 (fossil: Eocene)

## In Nederland waargenomen soorten
- Genus: Anelasmocephalus
  - Anelasmocephalus cambridgei
- Genus: Trogulus
  - Trogulus closanicus
  - Trogulus nepaeformis
  - Trogulus tricarinatus